# Estación de Mer
La estación de Mer es una estación ferroviaria francesa de la línea París - Burdeos, situada en la comuna de Mer, en el departamento de Loir y Cher, en la región de Centro. Por ella circulan tanto trenes regionales como de media distancia. 

## Historia
Fue inaugurada por la Compagnie du chemin de fer de Paris à Orléans entre 1843 y 1850. En 1938 las seis grandes compañías privadas que operaban la red se fusionaron en la empresa estatal SNCF. Desde 1997 la gestión de las vías corresponde a la RFF mientras que la SNCF gestiona la estación.

## Descripción
Posee dos andenes laterales y dos vías. Dispone de atención comercial todos los días y de máquinas expendedoras de billetes.

## Servicios ferroviarios

### Media Distancia
Los trenes Aqualys que van desde Tours a París dejan Mer a algo menos de 2 horas de la capital. 

### Regionales
Los trenes regionales TER Centro de la Línea Tours / Blois - Orleans transitan por la estación a razón de varios desplazamientos diarios. 